# Dave Krusen
Pour les articles homonymes, voir Krusen.
David Karl « Dave » Krusen est un batteur américain né le 10 mars 1966 à Tacoma.
Il est surtout connu comme le premier batteur du groupe de rock américain Pearl Jam et pour son travail sur le premier album du groupe, Ten (1991). Krusen a été également membre des groupes Hovercraft, Unified Theory (en) et Candlebox.
Il est intronisé au Rock and Roll Hall of Fame en 2017 en tant que membre de Pearl Jam.